# Ou-jang Te
Ou-jang Te (čínsky pchin-jinem Ōuyáng Dé, znaky zjednodušené 欧阳德, tradiční 歐陽德; 1496–1554) byl čínský politik a neokonfuciánský filozof v mingské Číně.

## Jména
Ou-jang Te používal zdvořilostní jméno Čchung-i (čínsky pchin-jinem Chóngyī, znaky 崇一) a literární pseudonym Nan-jie (čínsky pchin-jinem Nányě, znaky 南野).

## Život a dílo
Rodina Ou-jang Te pocházela z okresu Tchaj-che v provincii Ťiang-si. Studoval konfuciánské klasiky, skládal úřednické zkoušky: roku 1516 uspěl v provinčních zkouškách a roku 1523 složil i jejich nejvyšší stupeň, palácové zkoušky, a získal hodnost ťin-š’. Po zkouškách nastoupil úřednickou kariéru a postupně se propracoval k vyšším funkcím: byl ředitelem studií (s’-jie) na univerzitě Kuo-c’-ťien v Nankingu, později kancléřem univerzity Kuo-c’-ťien. Jeho nejvyšší funkcí byl úřad ministra obřadů v letech 1552–1554, který získal s podporou svého přítele a předchůdce Sü Ťiea.
Konfuciánskou filozofii studoval u Wang Jang-minga. Soustředil se na ideu liang-č’, vrozeného poznání dobra, při jehož sledování se držel střední cesty mezi soustředěním se na meditaci (jako Luo Chung-sien) na straně jedné a aktivitou na straně druhé. Liang-č’ chápal jako za odlišné od úmyslu i od vnímání – to i ono měl za dobré i špatné a proto odlišné od vrozeného poznání a proto odlišné od principu li i přirozenosti sing.
Jako nejvýše postavený z Wang Jang-mingových žáků pomáhal v šíření jeho učení. Wang totiž během 20. let, kdy nesloužil v úřadech, získal stovky žáků v domovském Šao-singu k debatám o (konfuciánském) učení, a i Wangovi žáci šířili jeho myšlenky, z nichž koncepce „vrozeného poznání dobra“ byla v přímém rozporu s oficiálním čusiánstvím. Po Wangově smrti roku 1529 byl jeho vliv omezen primárně na provincie Če-ťiang a Ťiang-si. V Nankingu se Wangovy ideje diskutovaly, nicméně získávaly uznání jen pomalu a v Pekingu byl ohlas Wangových myšlenek ještě slabší. Ve 40. letech jeho žáci Cou Šou-i, Čchien Te-chung a Wang Ťi, všichni již mimo službu a soustřeďující se na debaty o učení, cestovali a šířili Wangovy ideje vesměs po jižních provinciích.. Naproti tomu Ou-jang Te měl velikou roli v otevření debat o „vrozeném poznání dobra“ v Pekingu, kde zastával vysoké pozice v akademii Chan-lin a Státní univerzitě. V letech 1553–1554 se mu (společně s velkým sekretářem Sü Ťiem a dalšími) podařilo zorganizovat sérii debat o učení v pekingském taoistickém klášteře Ling-ťi kung, kterých se účastnilo tisíce literátů a úředníků. Událost byla bezprecedentní a v následujících letech se ji nepodařilo zopakovat. Ou-jang Te tak dosáhl vyzdvižení Wangovy doktríny mezi mainstream. Sice u zkoušek byla i nadále vyžadována pouze čusistická interpretace konfuciánství, ale od 50. let již byly v kruzích elity Wangovy ideje akceptovány.
Roku 1556 jeho žák Wang Cung-mu vydal jeho dílo pod názvem Sebrané spisy mistra Ou-jang Nan-jiea (歐陽南野先生文集, Ou-jang Nan-jie sien-šeng wen-ťi).